# 魁元
魁元，满洲人，出身、清朝政治人物。
光绪二十五年正月初六，由广东按察使升任廣西布政使。光绪二十五年（1899年），罢。